# Gouvernement du 28e Dáil
République d'Irlande
27e Dáil 29e Dáil
Le gouvernement du 28e Dáil (en anglais : Government of the 28th Dáil) est le 25e gouvernement de la république d'Irlande. Il est en fonction entre le 26 juin 1997 et le 6 juin 2002, durant la vingt-huitième législature du Dáil Éireann.

## Historique du mandat
Dirigé par le nouveau Premier ministre libéral Bertie Ahern, ce gouvernement est constitué d'une coalition de centre droit entre le Fianna Fáil (FF) et les Démocrates progressistes (PD). Ensemble, ils disposent de 81 députés sur 166, soit 48,8 % des sièges du Dáil Éireann. Il bénéficie du soutien sans participation de députés indépendants et du Sinn Féin (SF). Ensemble, ils disposent de 4 élus, soit 2,4 % des mandats du Dáil Éireann.
Il est formé à la suite des élections générales du 6 juin 1997. Il succède donc au 24e gouvernement d'Irlande, dirigé par John Bruton, constitué et soutenu par une coalition entre le Fine Gael (FG), le Parti travailliste (Lab) et la Gauche démocratique (DL).
Au cours du scrutin, le FF conforte son statut de premier parti du pays et engrange 77 députés, soit un de plus que les trois partis de l'alliance alors au pouvoir. Si le FG affiche lui aussi une progression sensible avec un total de 54 élus, ses deux partenaires de majorité sont en difficulté. Le Lab perd ainsi la moitié de ses effectifs parlementaires, avec à peine 17 sièges. La DL termine l'élection avec 4 mandats, soit 2 de moins que sous la précédente législature. Toutefois, le fort recul des PD et l'élection de 6 indépendants empêche l'émergence d'une majorité claire.
À l'ouverture de la législature, le 26 juin, le Parti travailliste perd un mandat supplémentaire puisque Séamus Pattison, député de Carlow–Kilkenny, est désigné président du Dáil Éireann, une fonction qui appelle à une très stricte neutralité.
En l'absence d'une majorité claire, les deux principaux blocs parlementaires tentent d'obtenir l'investiture de leur chef de file pour constituer le 25e gouvernement. Dick Spring et Proinsias De Rossa soumettent ainsi une motion pour la désignation de John Bruton, qui obtient 75 voix pour, 87 voix contre et 2 abstentions. À la suite de ce rejet, David Andrews et Mary O'Rourke proposent une motion pour l'investiture de Bertie Ahern, qui remporte 85 voix pour, 78 voix contre et 3 abstentions, grâce à l'appui de trois indépendants et du Sinn Féin.
Ahern, âgé de 45 ans, forme aussitôt son cabinet, constitué de quatorze ministres, dont trois femmes. Une seule ministre est issu des Démocrates progressistes et elle occupe le poste de Vice-Premier ministre, dont elle est la première femme titulaire.
Au mois de juillet 1997, plusieurs départements ministériels sont renommés, tandis que le ministère de l'Égalité fusionne avec le ministère de la Justice. Un ajustement ministériel, causé par la démission du ministre des Affaires étrangères Ray Burke, est opéré. Le Premier ministre procède à un remaniement ministériel le 27 janvier 2000, qui affecte quatre départements.
Au cours des élections générales du 17 mai 2002, la coalition remporte un total de 13 nouveaux députés et dépasse ainsi le seuil de la majorité absolue. En conséquence, Bertie Ahern forme le gouvernement du 29e Dáil.

## Composition du25egouvernementd'Irlande

### Initiale (26 juin 1997)
| Portefeuille                                                      | Titulaire | Titulaire                 | Parti |
| ----------------------------------------------------------------- | --------- | ------------------------- | ----- |
| Premier ministre                                                  |           | Patrick Bartholomew Ahern | FF    |
| Vice-Première ministre Ministre des Entreprises et de l'Emploi    |           | Mary Harney               | PD    |
| Ministre de l'Agriculture, de l'Alimentation et des Forêts        |           | Joseph Walsh              | FF    |
| Ministre des Arts, de la Culture et du Gaeltacht                  |           | Síle de Valera            | FF    |
| Ministre de la Défense                                            |           | David Andrews             | FF    |
| Ministre de l'Éducation                                           |           | Micheál Martin            | FF    |
| Ministre de l'Environnement                                       |           | Noel Dempsey              | FF    |
| Ministre des Finances                                             |           | Charles McCreevy          | FF    |
| Ministre des Affaires étrangères                                  |           | Ray Burke                 | FF    |
| Ministre de la Santé                                              |           | Brian Cowen               | FF    |
| Ministre de la Justice, de l'Égalité et des Réformes législatives |           | John O'Donoghue           | FF    |
| Ministre de la Mer                                                |           | Michael Woods             | FF    |
| Ministre des Transports, de l'Énergie et des Communications       |           | Mary O'Rourke             | FF    |
| Ministre du Bien-être social                                      |           | Dermot Ahern              | FF    |
| Ministre du Tourisme et du Commerce                               |           | James McDaid              | FF    |

### Changements du 12 juillet 1997
- Les ministres dont les départements ont été modifiés sont indiqués en italique.

| Portefeuille | Titulaire | Titulaire                                         | Parti |
| --- | --------- | ------------------------------------------------- | ----- |
| Premier ministre |           | Patrick Bartholomew Ahern                         | FF    |
| Vice-Première ministre Ministre des Entreprises et de l'Emploi Ministre des Entreprises, du Commerce et de l'Emploi (22/07/1997)   |           | Mary Harney                                       | PD    |
| Ministre de l'Agriculture et de l'Alimentation Ministre de l'Agriculture, de l'Alimentation et du Développement rural (27/09/1999) |           | Joseph Walsh                                      | FF    |
| Ministre des Arts, du Patrimoine, du Gaeltacht et des Îles                                                                         |           | Síle de Valera                                    | FF    |
| Ministre de la Défense |           | David Andrews (jusqu'au 07/10/1997) Michael Smith | FF    |
| Ministre de l'Éducation Ministre de l'Éducation et de la Science (30/09/1997)                                                      |           | Micheál Martin                                    | FF    |
| Ministre de l'Environnement et des Collectivités locales                                                                           |           | Noel Dempsey                                      | FF    |
| Ministre des Finances |           | Charles McCreevy                                  | FF    |
| Ministre des Affaires étrangères                                                                                                   |           | Ray Burke (jusqu'au 07/10/1997) David Andrews     | FF    |
| Ministre de la Santé et de l'Enfance                                                                                               |           | Brian Cowen                                       | FF    |
| Ministre de la Justice, de l'Égalité et des Réformes législatives                                                                  |           | John O'Donoghue                                   | FF    |
| Ministre de la Mer et des Ressources naturelles                                                                                    |           | Michael Woods                                     | FF    |
| Ministre des Entreprises publiques                                                                                                 |           | Mary O'Rourke                                     | FF    |
| Ministre des Affaires sociales, communautaires et familiales                                                                       |           | Dermot Ahern                                      | FF    |
| Ministre du Tourisme, des Sports et des Loisirs                                                                                    |           | James McDaid                                      | FF    |

### Remaniement du 27 janvier 2000
- Les nouveaux ministres sont indiqués en gras, ceux ayant changé d'attributions en italique.

| Portefeuille                                                                | Titulaire | Titulaire                 | Parti |
| --------------------------------------------------------------------------- | --------- | ------------------------- | ----- |
| Premier ministre                                                            |           | Patrick Bartholomew Ahern | FF    |
| Vice-Première ministre Ministre des Entreprises, du Commerce et de l'Emploi |           | Mary Harney               | PD    |
| Ministre de l'Agriculture, de l'Alimentation et du Développement rural      |           | Joseph Walsh              | FF    |
| Ministre des Arts, du Patrimoine, du Gaeltacht et des Îles                  |           | Síle de Valera            | FF    |
| Ministre de la Défense                                                      |           | Michael Smith             | FF    |
| Ministre de l'Éducation et de la Science                                    |           | Michael Woods             | FF    |
| Ministre de l'Environnement et des Collectivités locales                    |           | Noel Dempsey              | FF    |
| Ministre des Finances                                                       |           | Charles McCreevy          | FF    |
| Ministre des Affaires étrangères                                            |           | Brian Cowen               | FF    |
| Ministre de la Santé et de l'Enfance                                        |           | Micheál Martin            | FF    |
| Ministre de la Justice, de l'Égalité et des Réformes législatives           |           | John O'Donoghue           | FF    |
| Ministre de la Mer et des Ressources naturelles                             |           | Frank Fahey               | FF    |
| Ministre des Entreprises publiques                                          |           | Mary O'Rourke             | FF    |
| Ministre des Affaires sociales, communautaires et familiales                |           | Dermot Ahern              | FF    |
| Ministre du Tourisme, des Sports et des Loisirs                             |           | James McDaid              | FF    |